# Saranți, Sofia
Saranți (în bulgară Саранци) este un sat în comuna Gorna Malina, regiunea Sofia,  Bulgaria. 

## Demografie
Componența etnică a satului Saranți
     Bulgari (78,86%)
     Romi (19,91%)
     Nicio identificare (1,21%)
     Altele (0%)
La recensământul din 2011, populația satului Saranți era de 246 locuitori. Din punct de vedere etnic, majoritatea locuitorilor (78,86%) erau bulgari, cu o minoritate de romi (19,91%). Pentru 1,21% din locuitori nu este cunoscută apartenența etnică.